# Muziano
Muziano  è un nome proprio di persona italiano maschile.

## Varianti
- Maschili: Muciano[1]
- Femminili: Muziana[2]

### Varianti in altre lingue
- Catalano: Mucià[3]
- Francese: Mutien
- Latino: Mucianus[1][3]
- Polacco: Mucjan
- Spagnolo: Muciano[3]

## Origine e diffusione
Deriva dal cognomen latino Mucianus, un patronimico del nome Muzio, avente quindi il significato di "di Muzio", "relativo a Muzio". In Italia gode di scarsissima diffusione.

## Onomastico
L'onomastico si può festeggiare il 30 gennaio, in memoria di san Muziano Maria Wiaux, religioso lasalliano, oppure il 3 luglio in onore di san Muziano, martire in Mesia con san Marco.

## Persone
- Muziano Maria Wiaux, religioso belga

### Varianti
- Gaio Licinio Muciano, militare, scrittore e politico romano
- Marco Nonio Arrio Muciano, politico romano
- Publio Licinio Crasso Dive Muciano, politico romano